# Dimitri Colupaev
Dimitri Colupaev (Chisináu, 29 de enero de 1990) es un deportista alemán que compitió en natación, especialista en el estilo libre.
Ganó una medalla de bronce en el Campeonato Mundial de Natación en Piscina Corta de 2012 y una medalla de oro en el Campeonato Europeo de Natación de 2012. Participó en los Juegos Olímpicos de Londres 2012, ocupando el cuarto lugar en la prueba de 4 × 200 m libre.

## Palmarés internacional
| Campeonato Mundial en Piscina Corta | Campeonato Mundial en Piscina Corta | Campeonato Mundial en Piscina Corta | Campeonato Mundial en Piscina Corta |
| Año                                 | Lugar                               | Medalla                             | Prueba                              |
| ----------------------------------- | ----------------------------------- | ----------------------------------- | ----------------------------------- |
| 2012                                | Estambul (Turquía)                  | Medalla de bronce                   | 4 × 200 m libre                     |
| Campeonato Europeo                  |                                     |                                     |                                     |
| Año                                 | Lugar                               | Medalla                             | Prueba                              |
| 2012                                | Debrecen (Hungría)                  | Medalla de oro                      | 4 × 200 m libre                     |